# Sengés
Sengés es un municipio brasileño del estado de Paraná. Su área es de 1.367 km² representando 0.6857 % del estado, 0.2425 % de la región y 0.0161 % de todo el territorio brasileño. Se localiza a una latitud 24º06'46" sur y a una longitud 49º27'50" oeste, estando a una altitud de 623 metros.Su población estimada en 2005 era de 19.522 habitantes.

## Demografía
Datos del Censo - 2000
Población total: 17.778
- Urbana: 13.353
- Rural: 4.425
- Hombres: 9.288
- Mujeres: 8.490

Distancia hasta la capital: 231Km
Densidad demográfica (hab./km²): 14,26
Mortalidad infantil hasta 1 año (por mil): 13,47
Expectativa de vida (años): 63,59
Tasa de fertilidad (hijos por mujer): 
Tasa de alfabetización: 85,63
Índice de Desarrollo Humano (IDH-M): 0,718
- IDH-M Salario: 0,705
- IDH-M Longevidad: 0,643
- IDH-M Educación: 0,807

## Hidrografía
- Río Itararé
- Río Jaguaricatú

## Carreteras
- PR-239
- PR-151

## Administración
- Prefecto: Walter Juliano Doria (2009/2012)
- Viceprefecto: Lourival de Jesús Antonio (Loro)
- Presidente de la cámara: Antonio Carlos Messias (2011/2012)

## Economía
La economía gira en torno de la industria maderera, tiene un polo de exportación de láminas y compensados.